# City Hall (línea de la Avenida Lexington)
Ayuntamiento también conocida como Bucles del Ayuntamiento, fue la terminal septentrional de la primera línea del Metro de Nueva York, construida por la Interborough Rapid Transit Company (IRT), llamada "Manhattan Main Line", y ahora forma parte de la línea de la Avenida Lexington. Inaugurada el 27 de octubre de 1904, bajo el área pública frente al Ayuntamiento fue diseñada para ser una pieza central del nuevo Metro. 
La estación, diseñada por el valenciano Rafael Guastavino, es inusualmente elegante en estilo arquitectónico y es única en el resto de las estaciones de la División IRT. La plataforma y el entrepiso tienen azulejos guastavinos, iluminación natural, cristales coloridos y candelabros.
El servicio a pasajeros dejó de funcionar en 1945, convirtiéndose en una estación fantasma, aunque actualmente la estación funciona como lugar de giros de los trenes del servicio 6. 
La estación se encuentra localizada en el Centro Cívico de Manhattan entre Park Row y Ayuntamiento. Además el 17 de septiembre de 2004, la estación fue agregada al Registro Nacional de Lugares Históricos.

## Galería

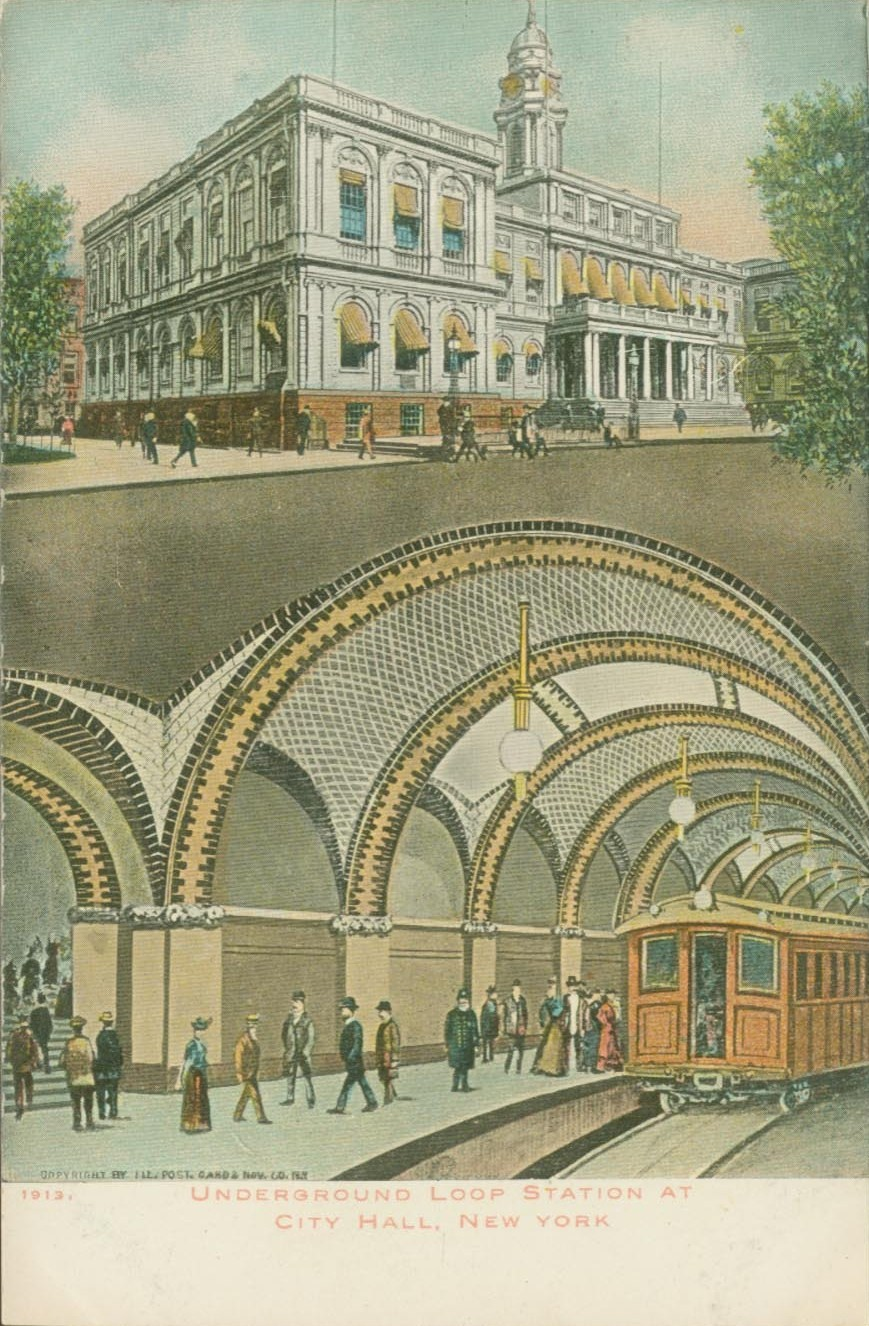
Primeras estampillas de alrededor de 1913
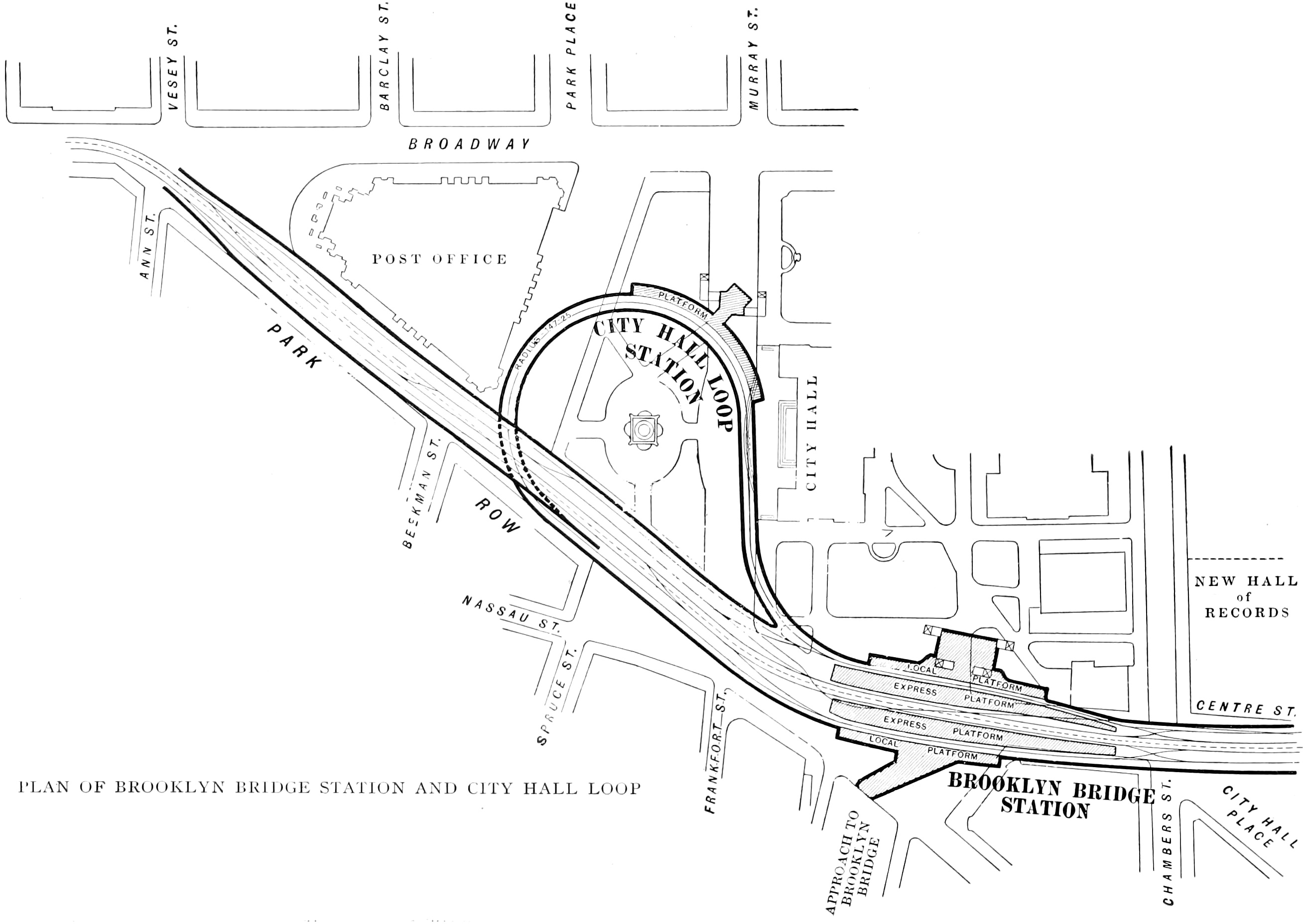
Plan de la estación